# حمزة محناية
حمزة فايز محناية لاعب كرة قدم سوري من مواليد حمص يلعب في نادي الطليعة.

## مسيرة اللاعب
لعب سابقا مع الفئات السنية لنادي الكرامة السوري قبل انتقاله لالعين الإماراتي وأعير إلى نادي الشارقة في عام 2018 وانتقل إلى نادي الطليعة في عام 2020.
-وشارك مع منتخب أشبال سوريا في المهرجان الآسيوي للأشبال في قطر، حيث سجل على الكويت والإمارات ونال جائزة أفضل لاعب في مباراة المنتخب أمام سلطنة عمان.
و هو شقيق اللاعب حازم محناية.

## الإنجازات
مع نادي العين 
- لقب الدوري - هداف بطولة الدوري (تحت ال15)
- لقب الدوري - وصيف هدافي بطولة الدوري -وصيف بطولة الكأس
- لقب الدوري - هداف بطولة الدوري (تحت ال19)